# 梳額蜴鯰
梳額蜴鯰是輻鰭魚綱鯰形目陶樂鯰科的一个種。

## 分布
本魚分布於南美洲秘魯、巴西、哥倫比亞、玻利維亞的亞馬遜河流域。

## 特徵
本魚體色為黑色，魚體和鰭上遍布著白色斑點，有三對觸鬚，從魚體中央開始往上有幾排鱗甲，在背鰭和胸鰭邊緣上有銳利狀尖刺。體長可達15公分。

## 生態
本魚棲息於淡水溪流，性情溫和，屬雜食性，通常在夜間活動。

## 經濟利用
無食用價值，可做為觀賞魚。